# Römisch-katholische Kirche in Kasachstan
Die römisch-katholische Kirche in Kasachstan ist eine Missionsgemeinde, die in den letzten Jahrzehnten entstand.

## Überblick
Das Christentum in Kasachstan lässt sich auf das 2. Jahrhundert zurückführen. Die katholische Kirche ist sowohl mit dem römischen wie auch byzantinischen Ritus vertreten.
1991 wurde durch Papst Johannes Paul II. die Apostolische Administratur Kasachstan gegründet. Aus der Administratur wurden 1997 die territorialen Einheiten „Mission sui juris“ in Tadschikistan, Turkmenistan und Usbekistan sowie 1999 die Administraturen in Atyrau, Astana und Almaty heraus gegründet. 1999 erfolgte die Umbenennung der Administratur Kasachstan zum Bistum Karaganda. 2003 wurde die Administratur Astana zum Erzbistum erhoben.
Im kasachischen Qaraghandy (Karaganda) wurde von Kardinaldekan Angelo Sodano am 9. September 2012 die größte katholische Kirche Zentralasiens geweiht, die Kathedrale Mutter aller Nationen.
Im Jahre 2019 wurde für die Gläubigen des byzantinischen Ritus die Apostolische Administratur Kasachstan und Zentralasien für die Gläubigen des byzantinischen Ritus geschaffen.
Vorsitzender der Bischofskonferenz von Zentralasien ist Bischof José Luís Mumbiela Sierra. Apostolischer Nuntius ist seit Juni 2023 Erzbischof George George Panamthundil.
Nach staatlichen Angaben sind mehr als 17 Millionen Einwohner des Landes, etwa 26 Prozent Christen und davon 1 Prozent Katholiken, mithin etwa 183.000 Anhänger der römisch-katholischen Kirche.

## Diözesanstruktur
Lateinische Kirche

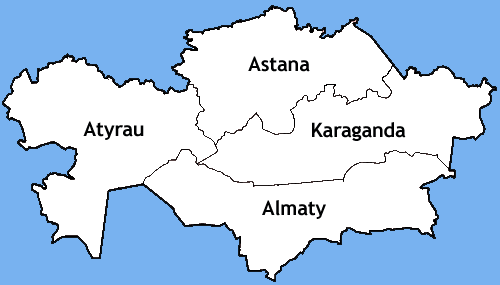
Bistümer der Lateinischen Kirche in Kasachstan

- Erzbistum der Allerheiligsten Jungfrau Maria zu Astana
  - Bistum Allerheiligste Dreifaltigkeit zu Almaty
  - Apostolische Administratur Atyrau
  - Bistum Karaganda

Griechisch-katholische Kirche
- Apostolische Administratur Kasachstan und Zentralasien für die Gläubigen des byzantinischen Ritus